# Puchar Niemiec w piłce nożnej (2001/2002)
Puchar Niemiec w piłce nożnej mężczyzn 2001/2002 – 59. edycja rozgrywek mających na celu wyłonienie zdobywcy Pucharu Niemiec, który uzyskał tym samym prawo gry w kwalifikacjach Pucharu UEFA sezonu 2002/2003. Tym razem trofeum wywalczył Schalke Gelsenkirchen. Finał został rozegrany na Stadionie Olimpijskim w Berlinie.

## Uczestnicy
| Bundesliga 2000/2001 wszystkie drużyny | 2. Bundesliga 2000/2001 wszystkie drużyny | 3. Liga 2000/2001 cztery najlepsze drużyny                                   | Zwycięzcy pucharów regionalnych oraz trzech najlepszych finalistów |
| - Bayern Monachium - Schalke Gelsenkirchen - Borussia Dortmund - Bayer 04 Leverkusen - Hertha BSC - SC Freiburg - Werder Brema - FC Kaiserslautern - VfL Wolfsburg - FC Köln - TSV 1860 Monachium - Hansa Rostock - Hamburger SV - Energie Cottbus - VfB Stuttgart - SpVgg Unterhaching - Eintracht Frankfurt - VfL Bochum | - 1. FC Nürnberg - Borussia Mönchengladbach - FC St. Pauli - Waldhof Mannheim - Greuther Fürth - LR Ahlen - SSV Reutlingen 05 - 1. FC Saarbrücken - Hannover 96 - Alemannia Aachen - MSV Duisburg - Rot-Weiss Oberhausen - Arminia Bielefeld - 1. FSV Mainz 05 - VfL Osnabrück - SSV Ulm 1846 - Stuttgarter Kickers - Chemnitzer FC | - Union Berlin - SV Babelsberg 03 - Karlsruher SC - VfB Stuttgart (amatorzy) | - VfR Mannheim - Jahn Regensburg - Würzburger FV - SV Yeşilyurt Berlin - Energie Cottbus (amatorzy) - Werder Brema (amatorzy) - FC St. Pauli (amatorzy) - SV Darmstadt 98 - FC Schönberg 95 - Blau-Weiss Brühl - KFC Uerdingen 05 - FC Schüttorf 09 - VfL Wolfsburg (amatorzy) - Eintracht Trewir - FC Homburg - Erzgebirge Aue - FC Magdeburg - VfB Lübeck - SC Freiburg (amatorzy) - 1. FSV Mainz 05 (amatorzy) - Rot-Weiss Erfurt - SC Paderborn 07 - FC Schalke Gelsenkirchen (amatorzy) - VfR Aalen |

## Plan rozgrywek
Rozgrywki szczebla centralnego składały się z 6 części:
- Runda 1: 24–27 sierpnia 2001
- Runda 2: 27 listopada–11 grudnia 2001
- Runda 3: 11 grudnia–23 grudnia 2001
- Ćwierćfinał: 30 stycznia 2002
- Półfinał: 5–6 marca 2002
- Finał: 11 maja 2002 na Stadion Olimpijski w Berlinie

## Pierwsza runda
Mecze rozegrano od 24 sierpnia do 27 sierpnia 2001 roku.
| Drużyna 1                        | Wynik         | Drużyna 2                |
| -------------------------------- | ------------- | ------------------------ |
| Rot-Weiss Erfurt                 | 2:2 (9:8 kar) | LR Ahlen                 |
| VfB Stuttgart (amatorzy)         | 0:1           | Greuther Fürth           |
| VfR Mannheim                     | 1:3           | Hannover 96              |
| SV Yeşilyurt Berlin              | 2:4           | SC Freiburg              |
| Stuttgarter Kickers              | 1:5           | SpVgg Unterhaching       |
| SV Babelsberg 03                 | 1:2           | Hertha BSC               |
| FC Homburg                       | 2:5           | Hamburger SV             |
| FC St. Pauli (amatorzy)          | 0:1 (dog.)    | Eintracht Frankfurt      |
| KFC Uerdingen 05                 | 1:0           | Energie Cottbus          |
| Würzburger FV                    | 0:10          | TSV 1860 Monachium       |
| VfR Aalen                        | 0:2           | Rot-Weiss Oberhausen     |
| Erzgebirge Aue                   | 1:2 (dog.)    | 1. FSV Mainz 05          |
| Blau-Weiss Brühl                 | 1:4           | FC Kaiserslautern        |
| VfL Osnabrück                    | 2:1           | Hansa Rostock            |
| VfB Lübeck                       | 2:3           | Werder Brema             |
| Eintracht Trewir                 | 2:4 (dog.)    | Alemannia Aachen         |
| Karlsruher SC                    | 2:5           | Waldhof Mannheim         |
| VfL Wolfsburg (amatorzy)         | 1:0           | Borussia Dortmund        |
| SV Darmstadt 98                  | 3:1           | FC St. Pauli             |
| Werder Brema (amatorzy)          | 5:0           | 1. FC Saarbrücken        |
| Energie Cottbus (amatorzy)       | 0:4           | Arminia Bielefeld        |
| FC Schüttorf 09                  | 1:4           | SSV Reutlingen 05        |
| Schalke Gelsenkirchen (amatorzy) | 0:1           | VfL Bochum               |
| FC Schönberg 95                  | 2:4           | VfB Stuttgart            |
| Jahn Regensburg                  | 0:3           | Bayer 04 Leverkusen      |
| Chemnitzer FC                    | 2:5           | FC Köln                  |
| 1. FSV Mainz 05 (amatorzy)       | 0:0 (2:4 kar) | Borussia Mönchengladbach |
| SC Freiburg (amatorzy)           | 0:1           | Schalke Gelsenkirchen    |
| FC Magdeburg                     | 1:5           | VfL Wolfsburg            |
| Union Berlin                     | 1:0           | MSV Duisburg             |
| SSV Ulm 1846                     | 2:1           | 1. FC Nürnberg           |
| SC Paderborn 07                  | 1:5           | Bayern Monachium         |

## Druga runda
Mecze rozegrano od 27 listopada do 11 grudnia 2001 roku.
| Drużyna 1                | Wynik         | Drużyna 2                |
| ------------------------ | ------------- | ------------------------ |
| TSV 1860 Monachium       | 4:3           | Borussia Mönchengladbach |
| Hamburger SV             | 0:2           | VfB Stuttgart            |
| Arminia Bielefeld        | 1:2           | Schalke Gelsenkirchen    |
| Alemannia Aachen         | 1:2           | FC Köln                  |
| VfL Wolfsburg            | 3:0           | SpVgg Unterhaching       |
| Waldhof Mannheim         | 2:3           | FC Kaiserslautern        |
| VfL Bochum               | 2:3           | Bayer 04 Leverkusen      |
| SV Darmstadt 98          | 3:3 (3:1 kar) | SC Freiburg              |
| KFC Uerdingen 05         | 1:1 (4:3 kar) | Werder Brema             |
| Rot-Weiss Erfurt         | 1:2 (dog.)    | Hertha BSC               |
| VfL Osnabrück            | 0:2           | Bayern Monachium         |
| 1. FSV Mainz 05          | 3:2           | Greuther Fürth           |
| SSV Reutlingen 05        | 2:2 (3:4 kar) | Rot-Weiss Oberhausen     |
| Werder Brema (amatorzy)  | 3:3 (2:4 kar) | Eintracht Frankfurt      |
| VfL Wolfsburg (amatorzy) | 0:4           | Hannover 96              |
| SSV Ulm 1846             | 0:3           | Union Berlin             |

## Trzecia runda
Mecze rozegrano od 11 do 23 grudnia 2001 roku.
| Drużyna 1           | Wynik         | Drużyna 2             |
| ------------------- | ------------- | --------------------- |
| VfB Stuttgart       | 2:2 (2:4 kar) | TSV 1860 Monachium    |
| Union Berlin        | 1:2           | Rot-Weiss Oberhausen  |
| 1. FSV Mainz 05     | 2:3           | FC Kaiserslautern     |
| Eintracht Frankfurt | 1:2 (dog.)    | Hertha BSC            |
| KFC Uerdingen 05    | 1:1 (3:5 kar) | FC Köln               |
| SV Darmstadt 98     | 0:1 (dog.)    | Schalke Gelsenkirchen |
| Hannover 96         | 1:2           | Bayer 04 Leverkusen   |
| Bayern Monachium    | 2:1           | VfL Wolfsburg         |

## Ćwierćfinały
Mecze rozegrano 30 stycznia 2002 roku.
| Drużyna 1             | Wynik         | Drużyna 2            |
| --------------------- | ------------- | -------------------- |
| Hertha BSC            | 1:2 (dog.)    | FC Köln              |
| Schalke Gelsenkirchen | 2:0           | Rot-Weiss Oberhausen |
| Bayer 04 Leverkusen   | 3:0           | TSV 1860 Monachium   |
| FC Kaiserslautern     | 0:0 (3:5 kar) | Bayern Monachium     |

## Półfinały
Mecze rozegrano 5 i 6 marca 2002 roku.
| Drużyna 1             | Wynik      | Drużyna 2        |
| --------------------- | ---------- | ---------------- |
| Bayer 04 Leverkusen   | 3:1 (dog.) | FC Köln          |
| Schalke Gelsenkirchen | 2:0 (dog.) | Bayern Monachium |

## Finał
| 11 maja 2002 19:45 UTC+2 | Schalke Gelsenkirchen · Böhme 45' · Agali 68' · Möller 71' · Sand 85' | 4:21:1Raport | Bayer 04 Leverkusen · 27' Berbatow · 89' Kirsten | Stadion Olimpijski, Berlin Widzów: 70 000 Sędzia: Franz-Xaver Wack (Biberbach) |
|                          |                                                                       |              |                                                  |                                                                                |

| Schalke Gelsenkirchen | Bayer Leverkusen |

| SCHALKE GELSENKIRCHEN: |    |                     |     |     |
|                        |    |                     |     |     |
| BR                     | 1  | Oliver Reck         | 43' |     |
| OB                     | 12 | Marco van Hoogdalem | 31' |     |
| OB                     | 6  | Tomasz Hajto        |     | 46' |
| OB                     | 15 | Tomasz Wałdoch      |     |     |
| OB                     | 2  | Nico van Kerckhoven |     |     |
| PO                     | 14 | Gerald Asamoah      |     | 81' |
| PO                     | 20 | Jiří Němec          | 82' |     |
| PO                     | 7  | Andreas Möller      |     | 75' |
| PO                     | 8  | Jörg Böhme          | 28' |     |
| NA                     | 11 | Ebbe Sand           |     |     |
| NA                     | 22 | Victor Agali        | 90' |     |
| Zmiany:                |    |                     |     |     |
| BR                     |    | Frode Grodås        |     |     |
| OB                     |    | Mike Büskens        |     |     |
| OB                     |    | Aníbal Matellán     |     |     |
| PO                     |    | Kristijan Đorđević  |     |     |
| PO                     | 17 | Sven Vermant        |     | 81' |
| PO                     | 18 | Niels Oude Kamphuis |     | 46' |
| PO                     | 24 | Marc Wilmots        |     | 75' |
| Trener:                |    |                     |     |     |
| Huub Stevens           |    |                     |     |     |

| TSV BAYER 04 LEVERKUSEN: |    |                  |     |     |
|                          |    |                  |     |     |
| GK                       | 1  | Hans-Jörg Butt   |     |     |
| OB                       | 6  | Boris Živković   |     |     |
| OB                       | 19 | Lúcio            |     |     |
| OB                       | 28 | Carsten Ramelow  | 16' |     |
| PO                       | 35 | Diego Placente   |     |     |
| PO                       | 25 | Bernd Schneider  |     |     |
| PO                       | 13 | Michael Ballack  |     |     |
| PO                       | 8  | Zé Roberto       |     |     |
| PO                       | 10 | Yıldıray Baştürk | 20' |     |
| NA                       | 12 | Dimityr Berbatow | 63' | 77' |
| NA                       | 27 | Oliver Neuville  |     | 67' |
| Zmiany:                  |    |                  |     |     |
| BR                       | 20 | Frank Jurić      |     |     |
| OB                       | 47 | Thomas Kleine    |     |     |
| OB                       | 26 | Zoltan Sebescen  |     |     |
| PO                       | 3  | Marko Babić      |     |     |
| PO                       | 15 | Jurica Vranjes   |     |     |
| NA                       | 23 | Thomas Brdarić   | 90' | 67' |
| NA                       | 9  | Ulf Kirsten      |     | 77' |
| Trener:                  |    |                  |     |     |
| Klaus Toppmöller         |    |                  |     |     |

| Puchar Niemiec w piłce nożnej 2001–02 Zwycięzcy |
| ----------------------------------------------- |
| Schalke Gelsenkirchen 4. Tytuł                  |

## Statystyki
Najlepsi strzelcy
| Piłkarz              | Gole | Zespół                  |
| -------------------- | ---- | ----------------------- |
| Dimityr Berbatow     | 6    | Bayer 04 Leverkusen     |
| Markus Weissenberger | 5    | TSV 1860 Monachium      |
| Vratislav Lokvenc    | 4    | FC Kaiserslautern       |
| Ebbe Sand            | 4    | Schalke Gelsenkirchen   |
| Jörg Böhme           | 3    | Schalke Gelsenkirchen   |
| Saša Ćirić           | 3    | Eintracht Frankfurt     |
| Jiří Kaufman         | 3    | Hannover 96             |
| Enrico Kern          | 3    | Werder Brema (amatorzy) |
| Ulf Kirsten          | 3    | Bayer 04 Leverkusen     |
| Lincoln              | 3    | FC Kaiserslautern       |
| Sascha Maier         | 3    | SV Darmstadt 98         |
| Martin Max           | 3    | TSV 1860 Monachium      |
| Andreas Möller       | 3    | Schalke Gelsenkirchen   |
| Matthias Scherz      | 3    | FC Köln                 |
| Mirosław Spiżak      | 3    | SpVgg Unterhaching      |